# Condado de Magoffin
El condado de Magoffin (en inglés: Magoffin County), fundado en 1860, es uno de 120 condados del estado estadounidense de Kentucky. En el año 2000, el condado tenía una población de 13,332 habitantes y una densidad poblacional de 17 personas por km². La sede del condado es Salyersville.

## Geografía
Según la Oficina del Censo, el condado tiene un área total de 800 km² (308,9 mi²), de la cual 800 km² (308,9 mi²) es tierra y 0 km² (0 mi²) (0.0%) es agua.

### Condados adyacentes
- Condado de Morgan (noroeste)
- Condado de Johnson (noreste)
- Condado de Floyd (sureste)
- Condado de Knott (sur)
- Condado de Breathitt (suroeste)
- Condado de Wolfe (oeste)

## Demografía
Según la Oficina del Censo en 2000, los ingresos medios por hogar en el condado eran de $19,421, y los ingresos medios por familia eran $24,031. Los hombres tenían unos ingresos medios de $27,745 frente a los $18,354 para las mujeres. La renta per cápita para el condado era de $10,685. Alrededor del 36.60% de la población estaban por debajo del umbral de pobreza.

## Localidades
- Elsie
- Falcon
- Foraker
- Fredville
- Gunlock
- Hendricks
- Ivyton
- Royalton
- Salyersville
- Sublett
- Swampton
- Wheelersburg
- Wonnie